# Eric Dickerson
Pour les articles homonymes, voir Dickerson.
College Football Hall of Fame 2020
Pro Football Hall of Fame 1999
(en) Statistiques sur pro-football-reference
Eric Dickerson, né le 2 septembre 1960 à Sealy (Texas), est un joueur professionnel de football américain évoluant au poste de running back.

## Biographie
Il est sélectionné en deuxième position lors de la draft 1983 de la NFL et compte six participations au Pro Bowl (1983, 1984, 1986, 1987, 1988 et 1989).
Lors de sa saison rookie, il devient le premier rookie à dépasser les 2 000 yards.
Il détient le record du nombre de yards à la course en une saison avec 2105 en 1984 alors qu'il portait l'uniforme des Rams de Los Angeles.
Afro-Américain, il  fut victime d'injures racistes en 1988 à Indianapolis.

## Statistiques

### Professionnelles
| Année              | Équipe               | MJ                 |       | Courses | Courses | Courses | Courses |       | Passes réceptionnées | Passes réceptionnées | Passes réceptionnées | Passes réceptionnées |
| Année              | Équipe               | MJ                 | Nb.   | Yards   | Moy.    | TD      | Nb.     | Yards | Moy.                 | TD                   |                      |                      |
| 1983               | Rams de Los Angeles  | 16                 | 390   | 1 808   | 4,6     | 18      | 51      | 404   | 7,9                  | 2                    |                      |                      |
| 1984               | Rams de Los Angeles  | 16                 | 379   | 2 105   | 5,6     | 14      | 21      | 139   | 6,6                  | 0                    |                      |                      |
| 1985               | Rams de Los Angeles  | 14                 | 292   | 1 234   | 4,2     | 12      | 20      | 126   | 6,3                  | 0                    |                      |                      |
| 1986               | Rams de Los Angeles  | 16                 | 404   | 1 821   | 4,5     | 11      | 26      | 205   | 7,9                  | 0                    |                      |                      |
| 1987               | Rams de Los Angeles  | 3                  | 60    | 277     | 4,6     | 1       | 5       | 38    | 7,6                  | 0                    |                      |                      |
| 1987               | Colts d'Indianapolis | 9                  | 223   | 1 011   | 4,5     | 5       | 13      | 133   | 10,2                 | 0                    |                      |                      |
| 1988               | Colts d'Indianapolis | 16                 | 388   | 1 659   | 4,3     | 14      | 36      | 377   | 10,5                 | 1                    |                      |                      |
| 1989               | Colts d'Indianapolis | 15                 | 314   | 1 311   | 4,2     | 7       | 30      | 211   | 7                    | 1                    |                      |                      |
| 1990               | Colts d'Indianapolis | 11                 | 166   | 677     | 4,1     | 4       | 18      | 92    | 5,1                  | 0                    |                      |                      |
| 1991               | Colts d'Indianapolis | 10                 | 167   | 536     | 3,2     | 2       | 41      | 269   | 6,6                  | 1                    |                      |                      |
| 1992               | Raiders de Las Vegas | 16                 | 187   | 729     | 3,9     | 2       | 14      | 85    | 6,1                  | 1                    |                      |                      |
| 1993               | Falcons d'Atlanta    | 4                  | 26    | 91      | 3,5     | 0       | 6       | 58    | 9,7                  | 0                    |                      |                      |
| Totaux en carrière | Totaux en carrière   | Totaux en carrière | 2 996 | 13 259  | 4,4     | 90      | 281     | 2 137 | 7,6                  | 6                    |                      |                      |